# アーヴィング・コロディン
アーヴィング・コロディン（Irving Kolodin, 1908年2月21日 - 1988年4月29日）はアメリカ合衆国の音楽評論家、音楽学者。彼はクラシック音楽とジャズを専門分野とし、1950年代から1960年代のアメリカ合衆国で高い人気を誇った。

## 生涯
アーヴィング・コロディンはニューヨーク州・ニューヨーク市で書店・文具店を営んでいたベンジャミン・コロディン（Benjamin Kolodyn）とリア・ヘラー（Leia Heller）の子として生まれた。彼は幼いころから音楽が好きで、19歳のとき、ジュリアード音楽院と併合する前のインスティテュート・オブ・ミュージカル・アート（音楽芸術研究所）に入学した。1931年に同校を卒業すると、ニューヨーク・サン紙で音楽批評欄を担当していた音楽学者のウィリアム・ジェイムズ・ヘンダーソンのアシスタントとして働きはじめ、1950年の廃刊まで同紙の看板記者として音楽評論を書いた。1947年には週刊誌の「サタデー・レビュー」（通称：SR）にレコード評の寄稿をはじめ、1982年に会社が破綻するまで30年以上にわたってSRに健筆を振るった。
コロディンは定期刊行物以外にもさまざまな媒体による批評活動を展開し、ニューヨーク・フィルハーモニックやメトロポリタン・オペラの公演プログラム、RCAレコードのクラシックやジャズ部門のレコード解説も書いた。著書も数多く、音楽史や作曲家の伝記も書き、なかでも1961年に刊行されたベニー・グッドマンの自伝では共著者となった。公的な仕事では1968年から1986年までジュリアード音楽院の講師を務めたほか、1970年代にはホワイトハウスの音楽図書館のクラシック音楽部門収蔵レコードの選定を担当した。
1986年、彼はメトロポリタン・オペラの歴史に関する著書の改訂作業中に脳卒中を発症し、1988年に死去した。

## 著書
- The Metropolitan Opera, 1883–1935. Oxford University Press, New York 1936. In erweiterter Fassung: The Metropolitan Opera, 1883–1966. A Candid History. Knopf, New York 1966.
- The Kingdom of Swing. Stackpole Sons, New York 1939 (mit Benny Goodman). Deutschsprachige Ausgabe: Mein Weg zum Jazz. Eine Autobiographie. Aus dem Englischen übersetzt von Fritz Herdi. Sanssouci Verlag, Zürich 1961.
- A Guide to Recorded Music. Doubleday, Dorian & Company, Garden City 1941.
- Mozart on Records. The Four Corners, New York 1942.
- The Saturday Review Home Book of Recorded Music and Sound Reproduction. Prentice-Hall, New York 1952 (mit Edward Tatnall Canby und C.G. Burke).
- Orchestral Music. Knopf, New York 1955.
- The Composer as Listener. A Guide to Music. Horizon Press, New York 1958.
- The Musical Life. Knopf, New York 1958.
- The Interior Beethoven. A Biography of the Music. Knopf, New York 1975, ISBN|0-39446-626-6.
- The Opera Omnibus. Four Centuries of Critical Give and Take. Dutton, New York 1976, ISBN 0-84150-438-5.
- The Guide to Long-Playing Records. Vol. 1, Orchestral Music. Greenwood Press, Westwood 1978, ISBN 0-31320-297-4.
- In Quest of Music. A Journey in Time. Doubleday, Garden City 1980, ISBN 0-38513-061-9.